# 杰克·琼斯
杰克·琼斯（英語：Jak Jones，1993年7月29日—）是来自威尔士昆布兰的职业斯诺克选手。
2010年，年仅16岁的琼斯赢得了2010年马耳他欧洲19岁以下斯诺克锦标赛的冠军，自此成为职业选手。
2024年世界斯诺克锦标赛，他闯入决赛，但14–18负于凯伦·威尔逊，收获亚军。

## 生涯決賽
| 圖例             |
| ---------------- |
| 世界錦標賽 (0–1) |

| 名次 | 次數 | 年度 | 賽事       | 決賽對手    | 比數  |
| ---- | ---- | ---- | ---------- | ----------- | ----- |
| 亞軍 | 1.   | 2024 | 世界錦標賽 | 凯伦·威尔逊 | 14–18 |